# رانش
رانش یا تراست (Thrust) نیرویی واکنشی است، که جسم را در جهت مخالف به حرکت درمی‌آورد، هنگامی که یک سامانه جرمی از یک سو رها ساخته می‌شود یا به بیرون فشرده می‌شود. گاه برای این مفهوم واژه پیشرانش هم بکار می‌رود. پیشرانش، رانش رو به جلو و پسرانش، رانش رو به عقب است. رانش هواپیما را در هوا به جلو می‌برد. رانش برای مقابله با نیروی اصطکاک در هواپیما یا نیروی وزن در راکت استفاده می‌شود. این نیرو در هواپیما به‌دست موتور هواپیما و در راکت به‌دست سیستم‌های سوختی ایجاد می‌شود.

نیروی رانش بر روی یک ماهی‌واره

## تعریف
رانش نیرویی مکانیکی است، برای همین سیستم سوختی باید با سیالی در رابطه باشد. در بیشتر اوقات رانش بر اثر واکنش جرم گاز شتاب‌دهنده به وجود می‌آید. از آنجایی که رانش یک نیرو است، پس مقداری برداری با اندازه و جهت است. موتور در هواپیما روی گاز کار انجام داده و آن را به سوی عقب موتور شتاب می‌دهد. نیروی رانش در سوی مخالف حرکت گاز دارای شتاب ایجاد می‌شود. میزان رانش به اندازۀ گاز شتاب‌گرفته و تفاوت سرعت گاز در درون موتور بستگی دارد.
برای شتاب دادن گاز نیاز به افزودن انرژی است. انرژی موجود گرمایی است، که در اتاقک احتراق، بر اثر سوختن مایع سوختی تولید می‌شود. معادلهٔ رانش شیوۀ تبدیل شتاب گاز به نیروی محرکه را توضیح می‌دهد. سامانه‌های سوختی بسیاری هستند که نیروی رانش را ایجاد می‌کنند. توربین، موتور جت، پروانه یا راکت از نوع هستند.

## قانون دوم نیوتون
رانش از دید کمیتی به‌وسیله قانون دوم نیوتون توصیف می‌شود:
نیروی کل، برابر و همسو است با جرم (m) ضربدر شتابی (a) که بر جسم وارد می‌شود:
{\displaystyle F=ma}

## مثال
1. زمانی که ملخ‌های چرخان یک هواگرد هوا را جابجا کنند یا گازهایی منبسط شونده از پشت هواگرد به‌دست یک موتور جت رها شود رانش پدید می‌آید. پیشرانش متناسب است با جرم هوا ضربدر سرعت میانگین شارۀ هوا.
2. در یک ناو هم می‌تواند نیروی رانش (هم پیشرانش و هم پسرانش) پدید آید. این نیرو هنگامی پدید می‌آید که پروانه‌های ناو چرخیده آب را به پس یا پیش برانند. رانش پدید آمده، ناو را حرکت می‌دهد. این حرکت برابر و دیگرسو است با مجموع تغییرات اندازه حرکت به وجود آمده در آب جریان یافته از سوی پروانه.